# Comuna Mîndrești, Telenești
Comuna Mîndrești este o comună din raionul Telenești, Republica Moldova. Este formată din satele Mîndrești (sat-reședință) și Codru.

## Demografie
Conform datelor recensământului din 2014, comuna are o populație de 4.217 locuitori. La recensământul din 2004 erau 4.833 de locuitori.

## Administrație și politică
Componența Consiliului local Mîndrești (13 consilieri), ales la 5 noiembrie 2023, este următoarea:
|  | Partid                                | Consilieri | Componență | Componență | Componență | Componență | Componență | Componență | Componență | Componență | Componență |
|  | ------------------------------------- | ---------- | ---------- | ---------- | ---------- | ---------- | ---------- | ---------- | ---------- | ---------- | ---------- |
|  | Partidul Acțiune și Solidaritate      | 9          |            |            |            |            |            |            |            |            |            |
|  | Platforma Demnitate și Adevăr         | 2          |            |            |            |            |            |            |            |            |            |
|  | Partidul Social Democrat European     | 1          |            |            |            |            |            |            |            |            |            |
|  | Partidul Liberal Democrat din Moldova | 1          |            |            |            |            |            |            |            |            |            |